# Região Geográfica Intermediária de Crateús
A Região Geográfica Intermediária de Crateús é uma das seis regiões intermediárias do estado brasileiro do Ceará e uma das 134 regiões intermediárias do Brasil, criadas pelo Instituto Brasileiro de Geografia e Estatística (IBGE) em 2017. É composta por 13 municípios, distribuídos em duas regiões geográficas imediatas.
Sua população total estimada pelo Instituto Brasileiro de Geografia e Estatística (IBGE) para 1º de julho de 2018 é de 358 440 habitantes, distribuídos em uma área total de 21 528,004 km².
Crateús é o município mais populoso da região intermediária, com 74 982 habitantes, de acordo com estimativas de 2018 do Instituto Brasileiro de Geografia e Estatística (IBGE).

## Regiões geográficas imediatas
| Região geográfica imediata | Municípios | População Estimativa 2018 | Área (km²) |
| -------------------------- | --- | ------------------------- | ---------- |
| Crateús                    | Ararendá Crateús Independência Ipaporanga Monsenhor Tabosa Nova Russas Novo Oriente Poranga Quiterianópolis Tamboril | 260 689                   | 14 139,940 |
| Tauá                       | Arneiroz Parambu Tauá                                                                                                | 97 751                    | 7 388,064  |
| Total                      | 13 | 358 440                   | 21 528,004 |